# 강성모 (정치인)
강성모(姜聖模, 1933년 4월 18일 ~ 2023년 2월 5일)는 대한민국 정치가이며, 기업인, 린나이코리아 명예회장이였다.

## 주요 경력
- 린나이코리아 주식회사 대표이사 CEO 회장
- 한국가스석유기기협회 회장
- 한국가스연맹 부회장
- 서울장로성가단 단장
- 대한민국기독실업가연합 중앙연합회 회장

## 학력
- 한신대학교 신학과 학사
- 연세대학교 경영대학원 경영학 석사

### 비학위 수료
- 서울대학교 경영대학원 최고경영자과정 수료

## 역대 선거 결과
|  | 37.04% |

|  | 40.42% |

## 가족 관계
- 첫째 아들: 강원석
- 둘째 아들: 강원우